# Birgit Reß-Bohusch
Birgit Reß-Bohusch (geboren am 26. Mai 1942 in Mährisch-Ostrau, Protektorat Böhmen und Mähren) ist eine deutsche Übersetzerin und Herausgeberin.
Sie ist die Übersetzerin von rund 300 Büchern. Schwerpunkte sind dabei Science-Fiction, Fantasy und populärwissenschaftliche Bücher, hauptsächlich Übersetzungen aus dem Englischen ins Deutsche. Sie begann ab Mitte der 1960er Jahre zunächst für den Moewig-Verlag, dann auch für den Heyne Verlag zu übersetzen. Im Bereich der Science-Fiction übersetzte sie jeweils mehrere Romane von Robert A. Heinlein, Frank Herbert, Ursula K. Le Guin und Anne McCaffrey. Sie war die Herausgeberin der ersten 14 Bände der im Heyne Verlag erschienenen Anthologienreihe Isaac Asimovs Science Fiction Magazin. Außerdem übersetzte sie über ein Dutzend Titel aus den verschiedenen Reihen der Time-Life-Bücher (Der Planet Erde, Reise durch	das Universum, Untergegangene Kulturen, Mythen der Menschheit und andere). Reß-Bohusch lebt in Fürstenfeldbruck bei München.